# Vidigão
Vidigão foi uma freguesia extinta do concelho de Arraiolos, distrito de Évora. Da história desta freguesia sabe-se que já existia no século XVI, data em que provavelmente se ergueu a igreja paroquial de Nossa Senhora da Encarnação, na Herdade da Bela Palha. Pertenceu ao extinto concelho de Evoramonte, transitando, por extinção deste, para o concelho de Vimieiro. Finalmente a extinção deste último município ditou a sua incorporação no concelho de Arraiolos, situação que ao presente se mantém. Freguesia rural, sem nenhum aglomerado urbano (constituída apenas por montes e herdades), viria a ser extinta nos primórdios do século XX, achando-se desde então integrada na freguesia do Vimieiro.